# Być bliżej Ciebie chcę
Być bliżej Ciebie chcę (org. Nearer, my God, to Thee) – angielska chrześcijańska pieśń religijna, której słowa inspirowane były snem o drabinie biblijnego patriarchy Jakuba z Księgi Rodzaju (Rdz 28, 11–19). Oryginalny tekst został napisany przez unitariańską poetkę Sarah Fuller Adams w 1841 roku. Melodię do tekstu tworzyło wielu kompozytorów. Najbardziej znaną stworzył Lowell Mason w 1856 roku.
Obecnie jest śpiewana w wielu językach (m.in. po polsku). 
Według niektórych świadków właśnie ten hymn był grany jako ostatni utwór, przez orkiestrę podczas tonięcia Titanica.

## Angielski oryginalny tekst
1. Nearer, my God, to Thee, nearer to Thee!
E'en though it be a cross that raiseth me;
Still all my song would be nearer, my God, to Thee,
Nearer, my God, to Thee, nearer to Thee!
2. Though like the wanderer, the sun gone down,
Darkness be over me, my rest a stone;
Yet in my dreams I'd be nearer, my God, to Thee,
Nearer, my God, to Thee, nearer to Thee!
3. There let the way appear steps unto heav'n;
All that Thou sendest me in mercy giv'n;
Angels to beckon me nearer, my God, to Thee,
Nearer, my God, to Thee, nearer to Thee!
4. Then with my waking thoughts bright with Thy praise,
Out of my stony griefs Bethel I'll raise;
So by my woes to be nearer, my God, to Thee,
Nearer, my God, to Thee, nearer to Thee!
5. Or if on joyful wing, cleaving the sky,
Sun, moon, and stars forgot, upwards I fly,
Still all my song shall be, nearer, my God, to Thee,
Nearer, my God, to Thee, nearer to Thee!

## Polski tekst
1. Być bliżej Ciebie chcę, o Boże mój!
Z Tobą przez życie lżej nieść krzyża znój.
Ty w sercu moim trwasz, z miłością Stwórcy ziem
tulisz w ojcowski płaszcz, chroniąc mnie w nim.
2. Być bliżej Ciebie chcę na każdy dzień,
za Tobą życiem swym iść jako cień.
Daj tylko, Boże dusz, obecność Twoją czuć,
myśl moją pośród burz na Ciebie zwróć.
3. Choć jak wędrowiec sam idę przez noc,
w Tobie niech siłę mam i w Tobie moc,
gdy czuwam i wśród snu, czy słońce jest, czy mrok
niechaj mnie strzeże Twój, o Panie, wzrok.
4. Być bliżej Ciebie chcę i w śmierci czas,
gdy mnie już będzie krył grobowy głaz.
Być bliżej Ciebie chcę to me pragnienie czuj,
bom ja jest dziecię Twe, Tyś Ojciec mój.
5. Promieniem słońca Bóg, odblaskiem zórz.
Po nocy krętych dróg i strasznych snów.
Przyjm Panie wdzięczny śpiew, za Twoje Ciało, Krew,
Być bliżej Ciebie chcę, o Boże mój.

## Polski tekst 2
1. Ku Tobie, Boże mój, Ku Tobie wzwyż!
Przez ciężki życia znój, przez trud i krzyż.
Choć mi wśród życia dróg zagładą grozi wróg,
Ku Tobie, Boże mój, ku Tobie wzwyż!
2. Choć mi w pielgrzymki czas i w ciemną noc
Za łoże twardy głaz da złości moc,
Spocznę tam błogim snem, Wszak zawsze hasłem mym:
Ku Tobie, Boże mój, ku Tobie wzwyż!
3. Choć stromą drogą Bóg do raju wrót
Prowadzi pośród trwóg Swój wierny lud,
Lecz w górze pieśń tam brzmi Ku Twojej Zbawco czci.
Ku Tobie, Boże mój, ku Tobie wzwyż!
4. Nastanie wkrótce dzień Radości, łask.
Rozproszy nocy cień Wnet słońca blask.
I ujrzę smutku, łez już ostateczny kres;
Ku Tobie, Boże mój, ku Tobie wzwyż!
5. Choć drogę kryje mrok, choć ciężki skon,
Kieruję duszy wzrok przed Ojca tron.
Zwycięstwa nucę psalm i niosę pęki palm.
Ku Tobie, Boże mój, ku Tobie wzwyż!